# 鑽石湖 (伊利諾伊州)
鑽石湖（英語：Diamond Lake）是位於美國伊利諾伊州萊克縣的一個非建制地區。該地的面積和人口皆未知。

## 地理
鑽石湖的座標為42°14′40″N 88°00′36″W / 42.24444°N 88.01000°W，而該地的平均海拔高度為235米（即771英尺）。